# Liste der irischen Abgeordneten zum EU-Parlament (1994–1999)
Die Liste der irischen Abgeordneten zum EU-Parlament (1994–1999) listet alle irischen Mitglieder des 4. Europäischen Parlaments nach der Europawahl in Irland 1994.

## Mandatsstärke der Parteien
- SPE: 1
- Grüne: 2
- ELDR: 1
- EVP: 4
- EDA: 7

| Nationale Partei       | Mandate | Fraktion                                                                                                 |
| ---------------------- | ------- | --- |
| Fianna Fáil (FF)       | 7       | Fraktion der Sammlungsbewegung der Europäischen Demokraten (EDA)Union für Europa (UfE) (ab 5. Juli 1995) |
| Fine Gael (FG)         | 4       | Fraktion der Europäischen Volkspartei (EVP)                                                              |
| Green Party (GP)       | 2       | Fraktion Die Grünen                                                                                      |
| Labour Party           | 1       | Fraktion der Sozialdemokratischen Partei Europas (SPE)                                                   |
| Parteilose Abgeordnete | 1       |  Fraktion der Europäischen Liberalen, Demokratischen und Reformpartei (ELDR)                             |
| Gesamt                 | 15      | |

## Abgeordnete
| Bild | MEP              | Lebens- daten | von           | bis           | Partei    | Fraktion | Wahlkreis       | Anmerkungen |
| ---- | ---------------- | ------------- | ------------- | ------------- | --------- | -------- | --------------- | ----------- |
|      | Nuala Ahern      | 1949          | 19. Juli 1994 | 19. Juli 1999 | GP        | Grüne    | Leinster        |             |
|      | Niall Andrews    | 1937–2006     | 19. Juli 1994 | 19. Juli 1999 | FF        | EDAUfE   | Dublin          |             |
|      | Mary Banotti     | 1939–2024     | 19. Juli 1994 | 19. Juli 1999 | FG        | EVP      | Dublin          |             |
|      | Gerard Collins   | 1938          | 19. Juli 1994 | 19. Juli 1999 | FF        | EDAUfE   | Munster         |             |
|      | Pat Cox          | 1952          | 19. Juli 1994 | 19. Juli 1999 | parteilos | ELDR     | Munster         |             |
|      | Brian Crowley    | 1964          | 19. Juli 1994 | 19. Juli 1999 | FF        | EDAUfE   | Munster         |             |
|      | John Cushnahan   | 1948          | 19. Juli 1994 | 19. Juli 1999 | FG        | EVP      | Munster         |             |
|      | James Fitzsimons | 1936          | 19. Juli 1994 | 19. Juli 1999 | FF        | EDAUfE   | Leinster        |             |
|      | Pat Gallagher    | 1948          | 19. Juli 1994 | 19. Juli 1999 | FF        | EDAUfE   | Connacht-Ulster |             |
|      | Alan Gillis      | 1936–2022     | 19. Juli 1994 | 19. Juli 1999 | FG        | EVP      | Leinster        |             |
|      | Liam Hyland      | 1933          | 19. Juli 1994 | 19. Juli 1999 | FF        | EDAUfE   | Leinster        |             |
|      | Mark Killilea    | 1939–2018     | 19. Juli 1994 | 19. Juli 1999 | FF        | EDAUfE   | Connacht-Ulster |             |
|      | Bernie Malone    | 1948          | 19. Juli 1994 | 19. Juli 1999 | Labour    | SPE      | Dublin          |             |
|      | Joe McCartin     | 1939          | 19. Juli 1994 | 19. Juli 1999 | FG        | EVP      | Connacht-Ulster |             |
|      | Patricia McKenna | 1957          | 19. Juli 1994 | 19. Juli 1999 | GP        | Grüne    | Dublin          |             |